# Жемайтия
Жемайтия или Жамайтия (жемайтийски: Žemaitėjė, литовски: Žemaitija, в превод „ниска земя“) е една от петте етнографски области на Литва и се намира в североизточната част на страната. Най-големият ѝ град е Шауляй, а столицата ѝ е Телшяй. Областта има дълга и забележителна културна история, основаваща се на съществуването на жемайтийския диалект. Той е класифициран като диалект, а не като самостоятелен език от Международната организация по стандартизация (ISO) през 2009 г.
Хората там говорят саможитския диалект на литовски език, който преди това е считан за един от трите основни диалекта (съвременни езиковеди са установили, че той е един от двата диалекта, другия е аукстатиански, и че и двата имат по 3 поддиалекта всеки). Саможитския има северен и южен поддиалект. Западните поддиалекти на аукстатианския са съществували в региона на градовете Клайпеда и Утена, но са изчезнали след Първата Световна Война, след като жителите избягали в Латвия и Полша след заплахата да бъдат експулсирани или преследвани от съветските власти. По време на 15- и 16 век соможитците в региона Клайпеда наричали себе си „летовинки“. През 2010, соможитския диалект е маркиран с ISO 639 – 3 код („sgs“) като застрашен от изчедване език.

## Градове
- Шауляй (133 833 жители)
- Мажейкяй (42 675 жители)
- Телшяй (31 460 жители) – столица
- Таураге (29 124 жители)
- Плунге (23 436 жители)
- Кретинга (21 423 жители)
- Скуодас (7314 жители)

## Символи
- Знамето на Жемайтия
- Настоящ герб на Жемайтия
- Исторически герб на Жемайтия